# Danse macabre (recueil)
Pour les articles homonymes, voir Danse macabre.
Danse macabre (titre original : Night Shift) est un recueil de nouvelles d'horreur de Stephen King publié en 1978. La plupart des vingt nouvelles le composant sont parues précédemment dans divers magazines, seules les nouvelles Celui qui garde le ver, Desintox, Inc., Le Dernier Barreau de l'échelle et Chambre 312 étant inédites. Deux nouvelles de ce recueil seront développées par Stephen King sous forme de roman : Une sale grippe deviendra Le Fléau et Celui qui garde le ver est une préquelle de Salem. La préface du livre est de John D. MacDonald.
Danse macabre est aussi le titre anglais de l'essai de Stephen King publié dans les pays francophones sous le titre Anatomie de l'horreur.

## Contenu
- Celui qui garde le ver, 1980 ((en) Jerusalem's Lot, 1978)
- Poste de nuit, 1980 ((en) Graveyard Shift, 1970)
- Une sale grippe, 1980 ((en) Night Surf, 1969)
- Comme une passerelle, 1980 ((en) I Am the Doorway, 1971)
- La Presseuse, 1980 ((en) The Mangler, 1972)
- Le Croque-mitaine, 1980 ((en) The Boogeyman, 1973)
- Matière grise, 1980 ((en) Gray Matter, 1973)
- Petits Soldats, 1980 ((en) Battleground, 1972)
- Poids lourds, 1980 ((en) Trucks, 1973)
- Cours, Jimmy, cours, 1980 ((en) Sometimes They Come Back, 1974)
- Le Printemps des baies, 1980 ((en) Strawberry Spring, 1968)
- La Corniche, 1980 ((en) The Ledge, 1976)
- La Pastorale, 1980 ((en) The Lawnmower Man, 1975)
- Desintox, Inc., 1980 ((en) Quitters, Inc, 1978)
- L'Homme qu'il vous faut, 1980 ((en) I Know What You Need, 1976)
- Les Enfants du maïs, 1980 ((en) Children of the Corn, 1977)
- Le Dernier Barreau de l'échelle, 1980 ((en) The Last Rung on the Ladder, 1978)
- L'Homme qui aimait les fleurs, 1980 ((en) The Man Who Loved Flowers, 1977)
- Un dernier pour la route, 1980 ((en) One for the Road, 1977)
- Chambre 312, 1980 ((en) The Woman in the Room, 1978)

## Résumés

### Celui qui garde le ver
En 1850, Charles Boone, accompagné de son serviteur, s'installe dans une demeure ancestrale de la famille réputée maudite par les habitants de la région de Jerusalem's Lot. Il va peu à peu découvrir l'étrange malédiction pesant sur sa famille.

### Poste de nuit
Une équipe d'ouvriers est chargée de nettoyer les sous-sols d'une filature abandonnés depuis plusieurs décennies. Ils vont y découvrir une gigantesque colonie de rats dont certains ont subi des mutations.

### Une sale grippe
Des adolescents survivants d'un virus ayant éliminé la majeure partie de l'humanité se sont regroupés. Tous pensent être immunisés à la nouvelle branche du virus mais ce n'est pas le cas.

### Comme une passerelle
Un astronaute exposé à un mutagène extra-terrestre voit ses mains se couvrir d'yeux qui servent de passerelle à une intelligence extra-terrestre et prennent progressivement le contrôle de son corps.

### La Presseuse
Un inspecteur de police enquête sur une série de morts bizarres survenus dans une blanchisserie et toutes causées par la même machine.

### Le Croque-mitaine
Un homme dont les trois enfants ont tous été tués raconte son histoire à un psychologue.

### Matière grise
Les habitués d'une épicerie se rendent au domicile d'un homme vivant en reclus et dont le fils affirme qu'il s'est transformé en créature grise et spongieuse.

### Petits Soldats
Un tueur à gages reçoit un paquet contenant des jouets de soldats qui se mettent aussitôt à l'attaquer.

### Poids lourds
Un groupe de personnes se retrouve piégé dans un relais routier après que tous les camions de l'endroit se sont subitement animés et se sont mis à tuer toute personne croisant leur route.

### Cours, Jimmy, cours
Jim, un professeur d'anglais dont le frère a été tué sous ses yeux par des voyous lorsqu'il était enfant, voit des garçons leur ressemblant traits pour traits arriver dans sa classe.

### Le Printemps des baies
Un homme se remémore des souvenirs de l'époque où il était étudiant lorsqu'un tueur en série surnommé « Jack des brumes » terrorisait le campus par une série de crimes.

### La Corniche
Un truand propose un pari à l'amant de sa femme : s'il parvient à faire le tour extérieur de son appartement par l'étroite corniche située à plusieurs dizaines de mètres au-dessus du sol, il le laissera partir avec sa femme.

### La Pastorale
Un homme s'adresse à une étrange entreprise de services de jardinage pour tondre sa pelouse.

### Desintox, Inc.
Voulant s'arrêter de fumer, un homme fait appel à une société privée qui présente un taux de réussite impressionnant. Mais les méthodes de cette société se révèlent être assez radicales.

### L'Homme qu'il vous faut
Une étudiante ressent une attraction irraisonnée pour un jeune homme qui semble la comprendre mieux que personne. Celui-ci est en fait amoureux d'elle depuis l'enfance et utilise la magie noire pour arriver à ses fins.

### Les Enfants du maïs
Perdus au beau milieu du Nebraska, un couple arrive dans une petite ville qui semble abandonnée mais est en fait habitée par une communauté d'enfants qui n'obéissent qu'à leurs propres rituels.

### Le Dernier Barreau de l'échelle
Un homme dont la sœur vient de se suicider se remémore des souvenirs d'enfance avec elle et notamment la fois où il lui avait sauvé la vie.

### L'Homme qui aimait les fleurs
À New York, un jeune homme se promène dans la ville un bouquet de fleurs à la main en recherchant sa promise, une fille nommée Norma. Mais, une fois de plus, la fille qu'il rencontre n'est pas Norma.

### Un dernier pour la route
Le patron d'un bar et son dernier client voient arriver un homme à moitié congelé par le blizzard qui leur demande de venir l'aider car sa voiture s'est retrouvée enneigée près de la ville abandonnée de Jerusalem's Lot et qu'il a laissé sa femme et sa fille dedans. Arrivés à la voiture, ils vont très vite comprendre qu'ils ne peuvent plus rien pour elles. En effet, le village où la voiture est arrêtée est envahi de vampires, qui ont déjà transformé les deux femmes. L'homme subit le même sort, et les deux villageois parviennent à s'enfuir d'extrême justesse.

### Chambre 312
Un jeune homme décide d'euthanasier sa mère qui se meurt d'un cancer depuis plusieurs semaines.

## Distinctions
En 1979, Danse macabre a été nommé au prix World Fantasy du meilleur recueil de nouvelles et au prix Locus du meilleur recueil de nouvelles (terminant à la huitième place).

## Adaptations
Plusieurs nouvelles ont été adaptées au cinéma ou pour la télévision :
- Les Enfants du maïs par Fritz Kiersch en 1984 sous le titre Les Démons du maïs (Children of the Corn), et à nouveau sous forme de téléfilm en 2009 par Donald P. Borchers.
- Desintox, Inc. et La Corniche dans Cat's Eye, film à sketches de Lewis Teague de 1985.
- Poids lourds par Stephen King en 1986 sous le titre Maximum Overdrive, et à nouveau en 1997 dans un téléfilm de Chris Thomson, Trucks : Les Camions de l'enfer.
- Poste de nuit par Ralph Singleton en 1990 sous le titre La Créature du cimetière.
- Cours, Jimmy, cours dans un téléfilm de 1991, Vengeance diabolique, de Tom McLoughlin.
- La Presseuse par Tobe Hooper en 1995 sous le titre The Mangler.
- Petits Soldats pour un épisode de la série télévisée Rêves et Cauchemars, diffusée en 2006.
- Le Croque-mitaine pour le film The Boogeyman (2023).

## Liens ou références avec d'autres romans de Stephen King
- Dans la nouvelle Cours, Jimmy, cours, le policier qui offrait des tartes aux pommes à Jimmy et Wayne s'appelle Monsieur Nell, un nom homonyme à celui d'un policier dans le roman Ça.